# Madeleine Laferrière
Ej att förväxla med Madame Laferrière
Madeleine Laferriere, född 1847, död 1912, var en fransk modedesigner (coutureiere).
Hon etablerade sitt eget couture- eller modehus i Paris år 1869. Hon kom snart att bli en av de ledande inom sitt yrke i Paris. 
Hennes modehus, Maison Laferrière, var vid sekelskiftet 1900 en av de mest berömda i modebranschen tillsammans med modehusen Jacques Doucet, Jeanne Paquin och Charles Frederick Worth. Det anlitades regelbundet av det brittiska hovet, och bland dess kunder fanns drottning  Alexandra av Storbritannien och drottning Maud av Norge. 
Hennes firma övertogs efter henne av en av hennes främsta designers och medarbetare, Arsene Bonnaire. 
Hon ska inte förväxlas med Madame Laferrière, som var en framgångsrik designer i samma yrke under samma period.